# Ayate

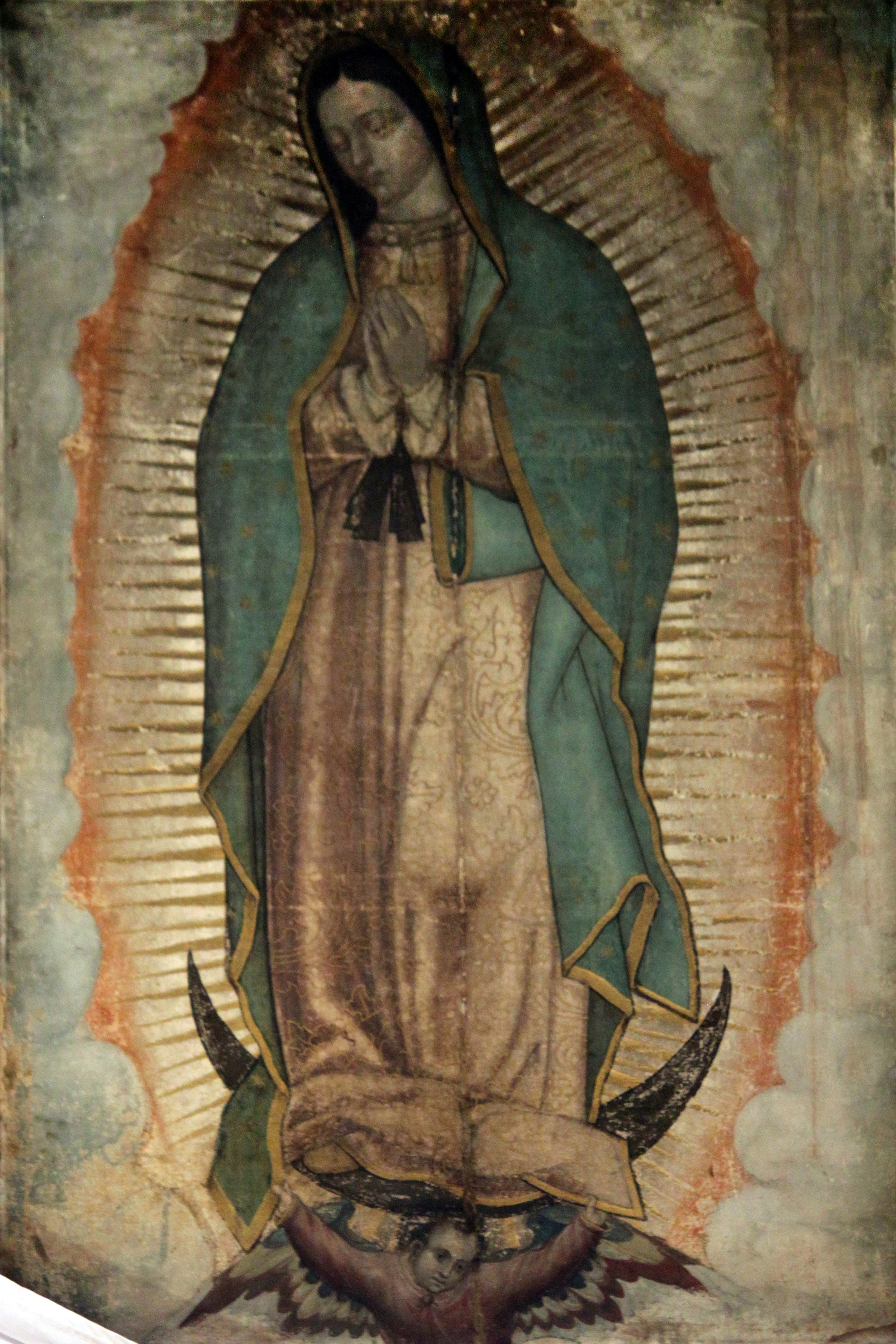
La imagen de la Virgen de Guadalupe está impresa sobre un ayate.

El ayate (del náhuatl ayatl) es un tipo de tejido basto, parecido a la arpillera, empleado en Mesoamérica para la fabricación de morrales para la cosecha. Este puede estar hecho de fibras de maguey, palma, henequén o algodón; de forma rectangular que puede medir entre 70 cm a 80 cm de largo por 40 cm a 50 cm de ancho. Cuenta con dos cintas que se sujetan sobre los hombros. En la actualidad se elaboran a partir de hilo cáñamo u otras fibras sintéticas.
Posiblemente el ayate más famoso es en el cual está impresa la imagen de Nuestra Señora de Guadalupe. Pero dado que sus medidas no se ajustan al ayate tradicional (este mide 170 cm de largo), se cree que probablemente no fue usado como ayate tradicional.